# تبقع قصديري
التبقع القصديري هو مرض يسببه فطر (باللاتينية: Pyrenophora tritici-repentis) يصيب الحنطة.